# Георге Грозав
Георге Грозав (рум. Gheorghe Grozav, нар. 29 вересня 1990, Алба-Юлія) — румунський футболіст, нападник клубу «Петролул». Відомий за виступами в низці румунських і закордонних клубів, зокрема, за клуби «Стандард» (Льєж), «Університатя» (Клуж-Напока) та МТК, а також національну збірну Румунії. Володар Кубка Румунії та Кубка Бельгії.

## Клубна кар'єра
Георге Грозав народився в місті Алба-Юлія. У дорослому футболі дебютував 2008 року виступами за команду клубу «Уніря» (Алба-Юлія), в якій провів два сезони, взявши участь у 62 матчах чемпіонату.
Своєю грою за цю команду привернув увагу представників тренерського штабу бельгійського клубу «Стандард» (Льєж), до складу якого приєднався 2010 року. Відіграв за команду з Льєжа наступний сезон своєї ігрової кар'єри. У складі команди став володарем Кубка Бельгії у сезоні 2010—2011 років.
2011 року на правах оренди перейшов до клубу «Університатя» (Клуж-Напока), у складі якого провів наступний рік своєї кар'єри гравця. Більшість часу, проведеного у складі клужської «Університаті», був основним гравцем атакувальної ланки команди.
Протягом 2012—2013 років захищав кольори команди клубу «Петролул» (Плоєшті). Разом із командою став володарем Кубка Румунії у сезоні 2012—2013 років.
До складу клубу «Терек» приєднався 2013 року. Відіграв за грозненську команду 14 матчів у національному чемпіонаті, у яких забитими голами футболісту не вдалось відзначитись. Георгію Грозаву не вдалось пробитись у основний склад «Терека», тому з 2 лютого 2015 року футболіст перейшов на правах оренди до бухарестського «Динамо». Натепер відіграв за клуб 11 матчів у національній першості, у яких відзначився 4 забитими м'ячами. Пізніше повернувся до «Терека», в якому грав до 2017 року.
У 2017 році Георге Грозав відбув до Туреччини, де спочатку протягом півроку грав за клуб «Карабюкспор», а пізніше за клуб «Бурсаспор». У другій половині 2018 року повернувся до складу бухарестського «Динамо».
З початку 2019 року Георгій Грозав став гравцем угорського клубу «Кішварда». У складі команди грав до 2020 року, після чого перейшов до іншого угорського клубу «Діошдьйор» з Мішкольца. У 2021 році Грозав став гравцем будапештського МТК, у якому грав до середини 2022 року. 
У середині 2022 року Георге Грозав удруге за футбольну кар'єру став гравцем «Петролула».

## Виступи за збірні
Протягом 2009—2011 років залучався до складу молодіжної збірної Румунії. На молодіжному рівні зіграв у 5 офіційних матчах, забив 1 гол.
2012 року дебютував в офіційних матчах у складі національної збірної Румунії. Наразі провів у формі головної команди країни 27 матчів, забивши 5 голів.

## Титули і досягнення
- Володар Кубка Бельгії (1):

«Стандард» (Льєж): 2010-11
- Володар Кубка Румунії (1):

«Петролул»: 2012-13